# Björn Greitz
Björn Greitz, född 5 juni 1948, är en svensk arkitekt  och kreatör, han var tidigare stadsarkitekt i Vaxholms kommun.  Björn Greitz är son till Torgny Greitz.